# 侯恩濟
侯恩濟（1829年3月24日—？年），字汝舟，號榘川（巨川），又號晴帆，行二。四川省順慶府營山縣城北石山舖人，道光九年二月二十日（1829年3月24日）生，咸豐五年（1855年）乙卯科舉人，同治十年（1871年）辛未科三甲第179名進士。

## 家族
- 太高伯祖侯度康熙五十四年乙未科進士、翰林院編修、工部虞衡司郎中，誥授文林郎。
- 堂高伯祖侯於薊乾隆七年壬戌科進士、廣東惠州軍民府同知，誥授奉政大夫。
- 堂伯祖侯承誥嘉慶二十五年庚辰科進士、禮部主事、浙江海鹽縣知縣、鄔鎮同知、誥授奉政大夫。
- 祖侯圻字固菴號晉垣嘉慶戌辰科舉人辛未科進士，歷任江西星子縣、都昌縣；浙江泰順縣、麗水縣、壽昌縣知縣，乙酉江西鄉試同考試官，甲辰浙江鄉試同考試官，敕授文林郎。
- 咸豐五年乙卯科本省鄉試中式第21名，會試中式第141名，殿試三甲一百七十九名，欽點即用知縣籤掣陝西。
- 麟游縣知縣、鳳縣知縣。